# Cabernet Dorsa
Cabernet Dorsa ist eine deutsche gezüchtete Rotweinsorte. Sie entstand aus einer Kreuzung der Sorten Blaufränkisch und Dornfelder. Die ursprünglichen Angaben der Züchter Helmut Schleip und Bernd H.E. Hill, es handele sich um eine Kreuzung von Dornfelder und Cabernet Sauvignon, konnten in der Zwischenzeit durch eine DNA-Analyse widerlegt werden.
Sie wurde 1971 von der Staatlichen Lehr- und Versuchsanstalt für Wein- und Obstbau in Weinsberg vorgestellt. 33 Jahre später erfolgte der Eintrag in die Sortenliste. In Deutschland war im Jahr 2022 eine Fläche von 263 Hektar (=0,25 % der deutschen Rebfläche) mit der Rebsorte Cabernet Dorsa bestockt. Dabei nimmt die Fläche schon seit einigen Jahren zu. Die Anbaufläche wuchs von 162 ha im Jahr 2004 auf 268 ha im Jahr 2021. Die Rebsorte verfügt über eine gute Winterhärte, erzielt höhere Mostgewichte als der Dornfelder oder der Spätburgunder, und der Rotwein eignet sich für den Ausbau im kleinen Holzfass, dem Barrique. Kleinere Bestände sind auch in der Schweiz bekannt (27,8 Hektar).
Aus der gleichen Kreuzung entstammen die Rebsorten Acolon und Cabernet Dorio. Cabernet Dorsa ist eine Varietät der Edlen Weinrebe (Vitis vinifera). Sie besitzt zwittrige Blüten und ist somit selbstfruchtend. Beim Weinbau wird der ökonomische Nachteil vermieden, keinen Ertrag liefernde männliche Pflanzen anbauen zu müssen.

## Verbreitung
Die weltweite Anbaufläche lag im Jahr 2016 bei 272 ha und wurde in 3 Ländern angebaut:
| Land                 | Rebfläche ha 2016 |
| -------------------- | ----------------- |
| Deutschland          | 242               |
| Schweiz              | 28                |
| Ungarn               | 2                 |
| Weltanbaufläche 2016 | 272               |

In Deutschland waren im Jahr 2022 263 ha mit der Rebsorte Cabernet Dorsa bestockt.
| Anbaugebiet       | Fläche ha 2022 |
| Deutschland       | 263            |
| Rheinland-Pfalz   | 155            |
| Pfalz             | 92             |
| Rheinhessen       | 52             |
| Mittelrhein       | 1              |
| Mosel             | 3              |
| Nahe              | 8              |
| Baden-Württemberg | 86             |
| Württemberg       | 55             |
| Baden             | 31             |
| Bayern            | 16             |
| Franken           | 16             |
| Hessen            | 1              |
| Rheingau          | 1              |
| Brandenburg       | 1              |
| Thüringen         | 2              |

## Belege
1. ↑  “Die Kreuzungseltern deutscher Rebenneuzüchtungen im Fokus – Was sagt der genetische Fingerabdruck”, von Erika Maul, Fritz Schumann, Bernd H.E. Hill, Frauke Dörner, Heike Bennek, Valérie Laucou, Jean-Michel Boursiquot, Thierry Lacombe, Eva Zyprian, Rudolf Eibach und Reinhard Töpfer; in „Deutsches Weinjahrbuch 2013“ (64. Jahrgang) – Seite 128 bis 142, ISBN 978-3-8001-7783-7
2. 1 2 3  Statistisches Bundesamt: Land- und Forstwirtschaft, Fischerei Landwirtschaftliche Bodennutzung - Rebflächen -. In: Fachserie 3 Reihe 3.1.5. 27. Februar 2023 (destatis.de [PDF]).
3. ↑  Deutsches Weininstitut: Statistik 2004/2005. Mainz 2004 (deutscheweine.de (Memento vom 20. September 2009 im Internet Archive) [PDF; 777 kB]).
4. ↑  Deutsches Weininstitut GmbH: Deutscher Wein Statistik 2022-2023. 2023 (deutscheweine.de [PDF]).
5. ↑  Bundesamt für Landwirtschaft: Das Weinjahr 2022 - Weinwirtschaftliche Statistik. Bern (admin.ch [PDF]).
6. ↑  K. Anderson, N. R. Aryal: Database of National, Regional and Global Winegrapes Bearing areas by Variety, 1960 to 2016, Format: xlsx, (englisch), 1. September 2020.